# 首藤健二郎
首藤 健二郎（しゅとう けんじろう、1960年4月1日 - ）は日本の政治家。大分県議会議員。
以前は大分県を拠点に活動するローカルタレント。大分県竹田市出身。(有)オフィス・ケン代表取締役。ニックネームは「健ちゃん」。「豊後のスーパースター」とも呼ばれていた。

## 来歴
大分県立竹田高等学校卒業後早稲田大学に入学するが中退。中退後はお笑いの勉強に励み、その後大分に帰りイベントの司会などをしていたときにOBSラジオのディレクターにスカウトされ、同局の深夜番組『君のハートにナイトイン』のパーソナリティとして一躍有名になる。以来主にOBSの番組に多く出演し、大分ローカルタレントの第一人者として活躍を続けていた。2017年4月より竹田市議会議員（2期）。2023年3月、大分県議選に大分市選挙区から立候補し、次席当選。

## 出演番組
全て大分放送の番組

### 過去の出演番組

#### OBSテレビ
- かぼすタイム
- バラパラ生5
- てれび不夜城
- てれびO
- 大分美女図鑑
- 健ちゃんの情報捕物帳
- ウィークエンド10
- おおいた捕物帳
- おおいたデタトコ勝負

#### OBSラジオ
- 君のハートにナイトイン
- 青春対話!健二郎のいつでも夢を
- 健ちゃんのHey Taxi
- 健’s Bar
- 日曜ケンチャNight!
- HAMARooooN!!ステーション

#### インターネット
- 首藤健二郎物語（インターネットテレビ）